# Willy Olschewski
Willy Olschewski (ur. 3 lutego 1903, zm. 3 października 1947) – holenderski kapo w obozie koncentracyjnym Flossenbürg i zbrodniarz wojenny.
Więzień, który przebywał w obozie KL Flossenbürg od 1 stycznia 1942 do kwietnia 1945 roku. Pełnił funkcję kapo w kamieniołomach obozowych oraz w komandzie więźniów zajmującym się budową dróg. Droga budowana przez komando nadzorowane przez Olschewskiego otrzymała nazwę „Drogi Diabła”. Olschewski maltretował podległych mu więźniów. Niektórzy z nich zmarli na skutek odniesionych obrażeń.
W pierwszym procesie załogi Flossenbürga Olschewski został skazany na karę śmierci przez amerykański Trybunał Wojskowy w Dachau. Powieszony w więzieniu Landsberg 3 października 1947 roku.